# Język rumuński
Język rumuński, sporadycznie dakorumuński (rum. română [roˈmɨ.nə]) – język z bałkańskiej gałęzi języków romańskich, którym posługuje się około 22,5 mln osób, zamieszkujących przede wszystkim Rumunię i Mołdawię, przyległe regiony Bułgarii, Serbii i Ukrainę, a także, w wyniku migracji w XXI wieku, Hiszpanię i Włochy. Mniejsze społeczności rumuńskojęzyczne znajdują się ponadto w innych krajach, zwłaszcza w Stanach Zjednoczonych, Kanadzie i Australii. Ma status języka urzędowego w Rumunii, Mołdawii, Wojwodinie (autonomicznej prowincji Serbii), a także w nieuznawanym Naddniestrzu oraz, na poziomie międzynarodowym, w Unii Europejskiej.
Język rumuński wywodzi się ze wschodnich wariantów łaciny ludowej, używanych na północ od tzw. linii Jirečka. Od pozostałych języków bałkańsko-romańskich oddzielił się po X wieku. Występuje w nim warstwa słownictwa substratowego o nieokreślonym, najprawdopodobniej trackim lub dackim pochodzeniu. W okresie średniowiecznym, w wyniku przyjęcia bułgarskich wzorów organizacji kościelnej i państwowej, w języku rumuńskim pojawiły się zapożyczenia południowosłowiańskie, a w kolejnych wiekach także tureckie, węgierskie, greckie, niemieckie, łacińskie i zachodnioromańskie. Najstarszym zachowanym dokumentem w języku rumuńskim jest list kupca Neacșu Lupu do Johannesa Benkera z 1521. Do 1860 roku rumuńszczyznę zapisywano cyrylicą. W 1862, po krótkim okresie przejściowym, wprowadzono alfabet łaciński, który, z pewnymi modyfikacjami, pozostaje w użyciu do dziś.
Rumuński jest językiem fleksyjnym o umiarkowanie rozbudowanej morfologii. Podobnie jak inne języki wschodnioromańskie i niektóre dialekty franko-prowansalskie, zachował szczątki odmiany rzeczownika przez przypadki. Znacznym redukcjom uległ system odmiany czasownika, gdzie wiele form zanikło, a nowe peryfrazy uległy gramatykalizacji relatywnie późno. Wytworzyła się kategoria określoności – oznaczane są zarówno frazy określone, jak i nieokreślone. Bazowym szykiem wyrazów w zdaniu jest podmiot-orzeczenie-dopełnienie. Język posiada siedem fonemów samogłoskowych, trzy dyftongi, oraz 22 fonemy spółgłoskowe.

## Klasyfikacja i zbliżone języki
Język rumuński należy do rodziny języków romańskich, do jej wschodniej podgrupy . Wszystkie języki romańskie wywodzą się z wernakularnych odmian mówionej łaciny. Najbliżej z nim spokrewnione są pozostałe języki bałkańsko-romańskie: arumuński i meglenicki, używane w Albanii, Grecji i Macedonii Północnej, oraz istrorumuński, którym mówi się w chorwackiej części Istrii.
Mimo geograficznej izolacji, rumuńszczyzna nie wymyka się problemom związanym z dalszą klasyfikacją języków romańskich. W zakresie rozwoju wokalicznego wykazuje wiele wspólnego z południowymi odmianami neapolitańskimi, w których krótkie łacińskie Ŭ zlało się ze swoim długim odpowiednikiem Ū, a nie z Ō, jak w pozostałych językach zachodnich. Paralele w rozwoju wykazuje przede wszystkim z wymarłym dalmatyńskim, a także z pozostałymi językami wschodnioromańskimi, rozumianymi w ujęciu linii Massa-Senigallia (sycylijski, neapolitański, dialekty środkowowłoskie, toskański, standardowy włoski): liczba mnoga tworzona jest poprzez dodanie lub wymianę samogłoski, spółgłoski zwarto-wybuchowe /p t k/ nie ulegają lenicji w pozycji międzysamogłoskowej, rezultatem palatalizacji łacińskich /k g/ przed samogłoskami przednimi są afrykaty /t͡ʃ d͡ʒ/. Pod względem rozwoju składni i leksyki rumuński stanowi wraz z językami iberoromańskimi (hiszpański, portugalski, galicyjski, asturleoński) grupę peryferyjną  – nie wykształcił się w nim rodzajnik partytywny ani nieokreślone zaimki przysłowne, składnia pozwala na podwójne oznaczenie dopełnienia i tworzenie złożonych struktur klityk, w słownictwie preferowane są określenia, które nie zachowały się w centralnych regionach. Jednocześnie, rozwój systemu fleksyjnego z zachowaniem do dziś opozycji między formami przypadka rzeczownika, gramatykalizacją tzw. genus alternans, i przesunięciami w zakresie fleksji czasownikowej, jest typowy tylko dla języków bałkańsko-romańskich. Rumuński nie wykazuje pełnej wzajemnej zrozumiałości z innymi językami romańskimi .
Rumuńszczyzna wykazuje także wiele wspólnych cech z innymi językami używanymi na Bałkanach – językiem albańskim, wschodnimi językami południowosłowiańskimi (bułgarski, macedoński, dialekty torlackie), greckim, odmianami języka tureckiego używanymi w Europie, oraz bałkańskimi odmianami języka romskiego – z którymi tworzy tzw. bałkańską ligę językową. Zależności i podobieństwa pomiędzy językami ligi bałkańskiej są asymetryczne i wynikają z ich wzajemnego oddziaływania na siebie.

## Dystrybucja geograficzna i status

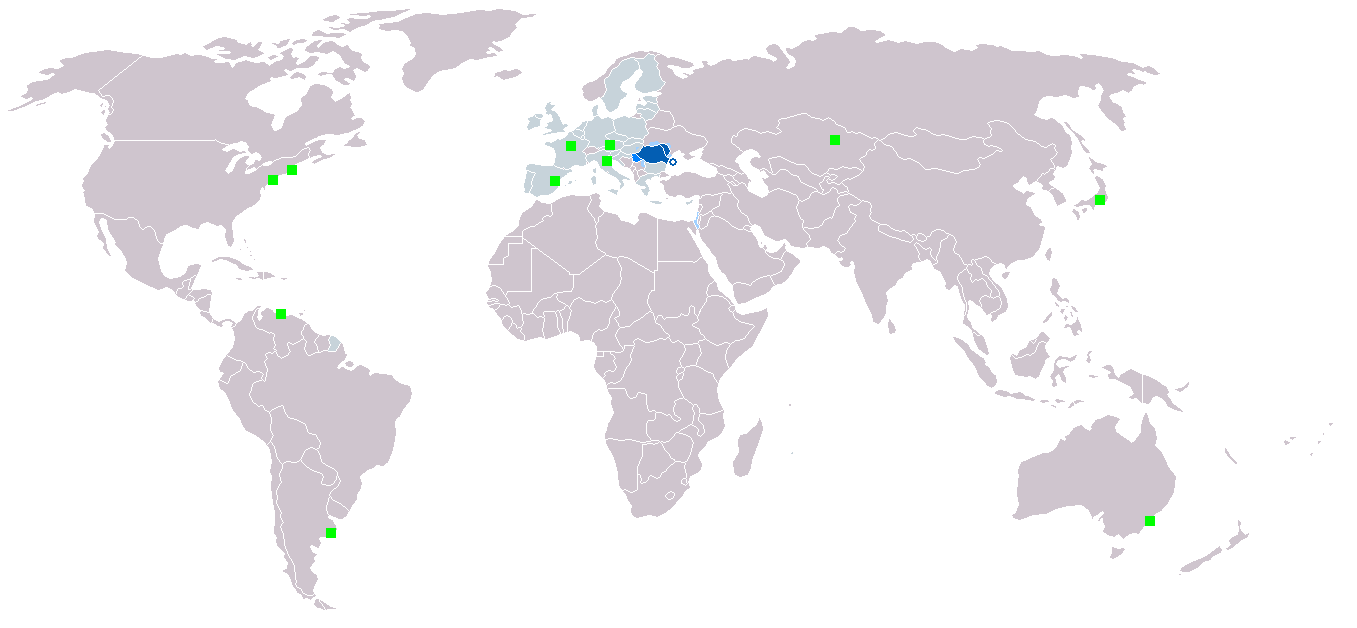
Zasięg języka rumuńskiego na świecie

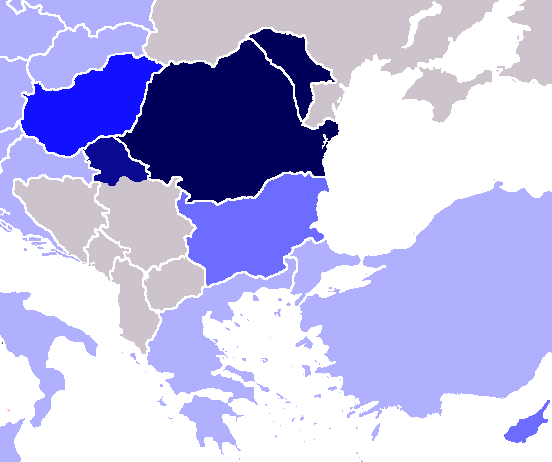
Znajomość języka rumuńskiego w krajach południowo-wschodniej części Unii Europejskiej oraz Mołdawii i serbskiej Wojwodinie

Rumuński jest używany w Rumunii, Mołdawii, Ukrainie, Węgrzech, Bułgarii, Serbii, ale istnieją duże społeczności rumuńskojęzyczne w Kanadzie, USA, Niemczech, Izraelu, Australii, Nowej Zelandii, Polsce i Grecji, głównie dzięki migracjom po I i II wojnie światowej. Również upadek bloku komunistycznego i żelaznej kurtyny spowodowały falę migracji, zwłaszcza do krajów o kulturze romańskiej.

### Rumunia
Według konstytucji Rumunii z roku 1991, rumuński jest urzędowym językiem państwa. Używa się go w oficjalnych wydawnictwach rządowych, systemie edukacji oraz w prawnie ważnych umowach i kontraktach. Również reklamy muszą zostać przetłumaczone na język rumuński przed publikacją bądź emisją.
Institutul Limbii Române, założony przez rumuńskie Ministerstwo Edukacji, promuje język rumuński i wspiera ludzi chcących się go nauczyć, współpracując z departamentem Ministerstwa Spraw Zagranicznych ds. Rumunów za Granicą.

### Mołdawia
Dialekt języka rumuńskiego używany w Mołdawii został nazwany językiem mołdawskim przez radzieckich i późniejszych mołdawskich przywódców, ale językoznawcy nie uznają go za odrębny język. Dodatkowo parlament Mołdawii uznał w ustawie z 3 marca 2023 język mołdawski za tożsamy z rumuńskim.
Według spisu ludności z roku 2004, 16,5% (558 508) z całkowitej liczby mieszkańców Mołdawii wybrało rumuński jako język ojczysty. 60% (2 029 847) natomiast wybrało mołdawski. Liczby te zmieniają się jednak w zależności od obszaru – 40% mieszkańców terenów zurbanizowanych wybrało rumuński. Tylko co siódmy mieszkaniec wsi udzielił takiej odpowiedzi.

### Wojwodina
Ósmy artykuł konstytucji Serbii wymaga, żeby język serbski/serbochorwacki oraz cyrylica były używane w urzędach i instytucjach, podczas gdy transkrypcja łacińska – w sytuacjach ustalonych przez inne prawa. Klauzula w artykule 8.2 precyzyjnie określa, że w regionach Serbii zamieszkanych przez mniejszości narodowe, języki tych mniejszości mogą być używane jako urzędowe w takich samych sytuacjach, jak zapis łaciński.
Artykuł 6 statutu Autonomicznego Regionu Wojwodiny określa, że oprócz języka serbskiego, urzędowymi językami prowincji są węgierski, słowacki, rumuński oraz rusiński.
Język oraz alfabet rumuński są w oficjalnym użyciu w ośmiu miastach: Alibunar, Bela Crkva, Žitište, Zrenjanin, Kovačica, Kovin, Plandište i Sečanj. Rumuński jest używany również w kilkunastu miejscowościach gminy Vršac.
W spisie ludności z roku 2002 1,5% mieszkańców Wojwodiny wybrało rumuński jako język ojczysty.

## Alfabet
Alfabet rumuński składa się z następujących znaków:
A, a (a); Ă, ă (ă); Â, â (â din a); B, b (be), C, c (ce); D, d (de), E, e (e); F, f (fe / ef); G, g (ghe / ge); H, h (ha / haş); I, i (i); Î, î (î din i); J, j (je), K, k (ka de la kilogram), L, l (le / el); M, m (me / em); N, n (ne / en); O, o (o); P, p (pe); R, r (re / er); S, s (se / es); Ș ș (șe); T, t (te); Ț ț (țe); U, u (u); V, v (ve); X, x (ics); Z, z (ze / zet).

### Wymowa
| Litera                                                 | Wymowa (IPA)                  | Przykład                                    |
| ------------------------------------------------------ | ----------------------------- | ------------------------------------------- |
| A a                                                    | /a/                           | aur – złoto                                 |
| Ă ă                                                    | /ə/                           | apă – woda                                  |
| Â â                                                    | /ɨ/                           | România – Rumunia                           |
| B b                                                    | /b/                           | bere – piwo                                 |
| C c                                                    |                               |                                             |
| /k/                                                    | clei – klej                   |                                             |
| przed samogłoskami ‘e’ oraz ‘i’: /ʧ/                   | ceva – coś; ciudat – dziwny   |                                             |
| D d                                                    | /d/                           | drum – droga                                |
| E e                                                    |                               |                                             |
| /e/                                                    | tren – pociąg                 |                                             |
| /je/                                                   | el – on                       |                                             |
| /e̯/                                                    | leac – lekarstwo              |                                             |
| F f                                                    | /f/                           | frig – zimno                                |
| G g                                                    |                               |                                             |
| /g/                                                    | glas – głos                   |                                             |
| przed samogłoskami ‘e’ oraz ‘i’: /ʤ/                   | ger – mróz; ginere – zięć     |                                             |
| H h                                                    | /h/                           | hamal – tragarz                             |
| I i                                                    |                               |                                             |
| /i/                                                    | intrare – wejście             |                                             |
| w sąsiedztwie samogłoski, oraz na początku wyrazu: /j/ | fier – żelazo; ieri – wczoraj |                                             |
| koniec wyrazu: /ʲ/                                     | București – Bukareszt         |                                             |
| Î î                                                    | /ɨ/                           | în – w                                      |
| J j                                                    | /ʒ/                           | etaj – piętro                               |
| K k                                                    | /k/                           | używane tylko w wyrazach obcego pochodzenia |
| L l                                                    | /l/                           | lac – jezioro                               |
| M m                                                    | /m/                           | formular – forma                            |
| N n                                                    | /n/                           | munte – góra                                |
| O o                                                    |                               |                                             |
| /o/                                                    | om – człowiek                 |                                             |
| /o̯/                                                    | oaie – owca                   |                                             |
| P p                                                    | /p/                           | pod – most                                  |
| R r                                                    | /r/                           | rută – droga                                |
| S s                                                    | /s/                           | soare – słońce                              |
| Ș ș                                                    | /ʃ/                           | școală – szkoła                             |
| T t                                                    | /t/                           | trup – ciało                                |
| Ț ț                                                    | /ʦ/                           | țel – cel                                   |
| U u                                                    | /u/                           | universitate – uniwersytet                  |
| V v                                                    | /v/                           | vapor – statek                              |
| W w                                                    | /v/                           | używane tylko w wyrazach obcego pochodzenia |
| X x                                                    | /ks/                          | excursie – wycieczka                        |
| Z z                                                    | /z/                           | zahăr – cukier                              |

Alfabet rumuński opiera się na alfabecie łacińskim, zawiera również pięć dodatkowych liter. Dawniej istniało aż 12 dodatkowych znaków, stopniowo jednak usuwano je w reformach pisowni.

## Gramatyka
Istnieje pięć przypadków: mianownik (nominativ), dopełniacz (genitiv), celownik (dativ), biernik (acuzativ), wołacz (vocativ).

### Czasownik
Podobnie jak we wszystkich językach romańskich, również w rumuńskim czasowniki odmieniają się przez osoby, liczby, czasy, tryby oraz strony. Standardowy szyk zdania to SVO. Rumuńskie czasowniki podzielone są na cztery grupy koniugacyjne – przynależność czasownika do takiej grupy zależy od końcówki bezokolicznika. Podział na koniugacje jest tylko zwyczajowy, gdyż w obrębie danej grupy istnieje kilka wzorów odmiany.
- pierwsza koniugacja: czasowniki zakończone na –a, jak a da (dać), a cânta (śpiewać), oraz na niedyftongizowane –ea, jak a crea (tworzyć)
- druga koniugacja: czasowniki zakończone na dyftongizowane –ea, jak a putea (móc), a cădea (upadać)
- trzecia koniugacja: czasowniki zakończone na –e, jak a vinde (sprzedawać), a crede (wierzyć)
- czwarta koniugacja: czasowniki zakończone na –i oraz –î, jak a veni (przychodzić), a urî (nienawidzić)